# Un altr'anno e poi cresco
Un altr'anno e poi cresco è un film del 2000 diretto da Federico Di Cicilia.

## Trama
Faustino presta servizio al 118 come obiettore di coscienza. Il professor Agosti, disperato per la perdita della moglie, decide di suicidarsi. Sandro e Alessia cercano un posto dove fare l'amore.